# Ion Păun
Ion Păun (* 17. Februar 1951 in Drăganu, Kreis Argeș) ist ein ehemaliger rumänischer Ringer. Er war Europameister 1977 im griechisch-römischen Stil im Federgewicht.

## Werdegang
Ion Păun begann im Alter von zwölf Jahren mit dem Ringen. Nach ersten Erfolgen im Juniorenbereich ging er zur Polizei und wurde zum Sportclub Dinamo Bukarest delegiert. Als Dinamo-Sportler hatte er im sozialistischen Rumänien alle Freiheiten zum Training. Seit 1970 gehörte er der rumänischen Nationalmannschaft der Ringer an. 1971 besiegte er in Bukarest in einem Länderkampf Rumänien gegen die BRD Emil Müller aus Mainz nach Punkten und 1972 rang er bei drei Länderkämpfen in der BRD dreimal gegen Helmut Westphal aus Aalen. Dabei siegte jeder der beiden Ringer einmal und ein Kampf endete unentschieden.
Seinen ersten Start bei einer internationalen Meisterschaft absolvierte Ion Păun, der nur im griechisch-römischen Stil rang, bei der Europameisterschaft 1972 in Kattowitz. Er belegte dort im Federgewicht mit drei Siegen und einem Unentschieden und einer Niederlage gegen Kazimierz Lipień aus Polen, mit dem er sich noch viele harte Kämpfe liefern sollte, den 5. Platz. Bei den Olympischen Spielen in München kam er ebenfalls zum Einsatz und schaffte dort zwei Siege und ein Unentschieden gegen den Silbermedaillengewinner Heinz-Helmut Wehling. Nach einer Niederlage gegen Hideo Fujimoto aus Japan schied er aber aus und kam auf den 6. Platz.
1973 wurde Ion Păun erstmals rumänischer Meister im Federgewicht und verpasste bei der Weltmeisterschaft in Teheran im Federgewicht mit einem 4. Platz knapp eine Medaille. Er verlor dabei nach vier Siegen die entscheidenden Kämpfe gegen Kazimierz Lipień und László Réczi aus Ungarn.
Bei der Europameisterschaft 1974 in Madrid kam er auf den 3. Platz und gewann damit seine erste Medaille bei einer internationalen Meisterschaft. In einem sehr schweren Turnier besiegte er dabei den Olympiasieger von 1972 Georgi Markow aus Bulgarien und Kazimierz Lipień und rang gegen László Réczi unentschieden. Eine Niederlage musste er von Anatoli Kawkajew aus der UdSSR hinnehmen. Bei der Weltmeisterschaft dieses Jahres in Kattowitz verlor er erneut gegen Kawkajew und auch gegen Kazimierz Lipień und kam auf den 8. Platz.
Auch 1975 erreichte Ion Păun gute Ergebnisse. Vor allem der 5. Platz bei der Weltmeisterschaft in Minsk verdient Erwähnung. Bei der Europameisterschaft 1976 in Leningrad besiegte er im Federgewicht u. a. den starken sowjetischen Starter Suren Nalbandjan, musste sich aber im Finale wiederum Kazimierz Lipień geschlagen geben. Als Vize-Europameister nahm er dann in Montreal zum zweiten Mal an Olympischen Spielen teil. Mit drei Siegen und zwei Niederlagen verbesserte er sich im Resultat gegenüber München, verfehlte aber mit dem 5. Platz erneut die Medaillenränge.
In den folgenden Jahren gewann er dann noch vier Medaillen bei internationalen Meisterschaften. Er besiegte dabei auch mehrmals den deutschen Meister Thomas Passarelli, von dem er allerdings bei der Weltmeisterschaft 1978 in Mexiko-Stadt besiegt wurde. Im Jahre 1977 feierte er den größten Erfolg seiner Karriere, er wurde in Bursa Europameister im Federgewicht. In den Endkämpfen dieser Meisterschaft besiegte er dabei Ryszard Swierad aus Polen und unterlag gegen László Réczi, der wiederum von Swierad geschlagen wurde. Das beste Punkteverhältnis dieser drei Ringer hatte aber Ion Păun, der dadurch Europameister wurde. 1977 belegte er bei der Weltmeisterschaft in Göteborg auch noch den 3. Platz im Federgewicht, besiegt von László Réczi und Kazimierz Lipień.
1978 wurde Ion Păun in Oslo Vize-Europameister. Er besiegte dabei mit Boris Kramarenko aus der UdSSR und István Tóth aus Ungarn zwei absolute Spitzenringer. Kazimierz Lipień war aber wieder einmal besser als er und siegte gegen ihn im Endkampf. Die letzte Medaille bei einer internationalen Meisterschaft gewann Ion Păun dann mit einem 3. Platz bei der Europameisterschaft 1980 in Prievidza. Auch bei dieser Meisterschaft besiegten sich die ersten drei Sieger gegenseitig. Păun gewann gegen Nelson Dawidjan aus der UdSSR, unterlag aber gegen Ryszard Swierad, der wiederum von Dawidjan besiegt wurde. In der Endabrechnung siegte Dawidjan vor Swierad und Ion Păun.
Zum Abschluss seiner internationalen Ringerkarriere startete Ion Păun 1980 in Moskau zum dritten Mal bei Olympischen Spielen. Hier war ihm aber kein Glück beschieden, denn er unterlag dort gegen Lars Malmkvist aus Schweden und Ivan Frgić aus Jugoslawien und kam nur auf den 9. Platz.
Nach der Weltmeisterschaft 1981 in Oslo, wo er nur auf dem 13. Platz landete, trat er vom internationalen Ringersport zurück, war aber auf nationaler Ebene noch bis 1984 aktiv. Sein weiterer Lebensweg ist unbekannt.

## Internationale Erfolge
(OS = Olympische Spiele, WM = Weltmeisterschaft, EM = Europameisterschaft, GR = griechisch-römischer Stil, Ba = Bantamgewicht, Fe = Federgewicht)
- 1970, 3. Platz, Turnier in Split, GR, Ba, hinter Ion Baciu, Rumänien u. vor Helmut Westphal, BRD;

- 1971, 2. Platz, „Nikola-Petrow“-Turnier in Warna, GR, Ba, hinter Christo Traikow, Bulgarien u. vor Sokolow, UdSSR;

- 1972, 5. Platz, EM in Kattowitz, GR, Fe, mit Siegen über Erol Mutlu, Türkei, Christian Pict, Schweiz u. Stylianos Migiakis, Griechenland, einem Unentschieden gegen Wjatscheslaw Toporow, UdSSR u. einer Niederlage gegen Kazimierz Lipień, Polen;

- 1972, 6. Platz, OS in München, GR, Fe, mit Siegen über James Hazewinkel, USA u. Slawko Koletic, Jugoslawien, einem Unentschieden gegen Heinz-Helmut Wehling, DDR u. einer Niederlage gegen Hideo Fujimoto, Japan;

- 1973, 2. Platz, Klippan-Turnier, GR, Fe, hinter Kazakow, UdSSR u. vor Józef Lipień, Polen;

- 1973, 2. Platz, Studenten-WM in Moskau, GR, Fe, hinter D. Megrelischwili, UdSSR und vor Roland Werner, DDR;

- 1973, 4. Platz, WM in Teheran, GR, Fe, mit Siegen über Haluk Koc, Türkei, Nourad Boudjama, Algerien, Pekka Hjelt, Finnland u. Harlad Hervig, Norwegen u. Niederlagen gegen Kazimierz Lipień, Polen u. László Réczi, Ungarn;

- 1974, 1. Platz, Grosser Preis der BRD in Bad Reichenhall, GR, Fe, vor Rolf Schröter, DDR u. Per Lindholm, Schweden;

- 1974, 3. Platz, EM in Madrid, GR, Fe, mit Siegen über Rolf Andersson, Schweden, Georgi Markow, Bulgarien, Theodule Toulotte, Frankreich, Kazimierz Lipień u. Roland Werner, einem Unentschieden gegen László Réczi u. einer Niederlage gegen Anatoli Kawkajew, UdSSR;

- 1974, 8. Platz, WM in Kattowitz, GR, Fe, mit einem Sieg über Müchahit Güngör, Türkei, einem Unentschieden gegen Roland Werner u. Niederlagen gegen Anatoli Kawkajew u. Kazimierz Lipień;

- 1975, 1. Platz, Turnier in Galați, GR, Fe, vor Wassili Lazarow, UdSSR u. Domenico Giuffrida, Italien;

- 1975, 2. Platz, „Werner-Seelenbinder“-Turnier in Leipzig, GR, Fe, hinter Georgi Markow u. vor D. Megrelischwili u. László Réczi;

- 1975, 8. Platz, EM in Ludwigshafen am Rhein, GR, Fe, mit Siegen über Paul-Andre Jordan, Schweiz u. Pekka Hjelt u. Niederlagen gegen Anatoli Kawkajew u. Kazimierz Lipień;

- 1975, 5. Platz, WM in Minsk, GR, Fe, mit Siegen über Roland Werner u. Dusko Vukow, Jugoslawien und Niederlagen gegen Nelson Dawidjan, UdSSR u. Kazimierz Lipień;

- 1976, 2. Platz, Grosser Preis der BRD in Aschaffenburg, GR, Fe, hinter Anatoli Kawkajew u. vor Roland Werner, Helmut Westphal, BRD u. Józef Lipień;

- 1976, 2. Platz, EM in Leningrad, GR, Fe, mit Siegen über Joaqim Jeus Viera, Portugal, Lionel Lacaze, Frankreich, Pekka Hjelt, Domenico Giuffrida u. Suren Nalbandjan, UdSSR u. einer Niederlage gegen Kazimierz Lipień;

- 1976, 5. Platz, OS in Montreal, GR, Fe, mit Siegen über Lars Malmkvist, Schweden, Choi Kyung-soe, Südkorea u. Pekka Hjelt u. Niederlagen gegen László Réczi u. Teruhiko Miyahara, Japan;

- 1977, 1. Platz, EM in Bursa, GR, Fe, mit Siegen über Miguel Gonzalez, Spanien, Thomas Passarelli, BRD, Parwan Rangelow, Bulgarien, Nelson Dawidjan u. Ryszard Swierad, Polen, trotz einer Niederlage gegen László Réczi;

- 1977, 3. Platz, WM in Göteborg, GR, Fe, mit Siegen über Jaroslav Meduna, Tschechoslowakei, Reid Lamphere, USA, Thomas Passarelli u. Lars Malmkvist u. Niederlagen gegen László Réczi u. Kazimierz Lipień;

- 1978, 1. Platz, Grosser Preis der BRD in Aschaffenburg, GR, Fe, vor Farhat Mustafin, UdSSR, Raidi Abramschwili, UdSSR u. Thomas Passarelli;

- 1978, 2. Platz, EM in Oslo, GR, Fe, mit Siegen über Boris Kramarenko, UdSSR, Jean-Pierre Mercader, Frankreich, Iwan Saikow, Bulgarien, Thomas Passarelli u. István Tóth, Ungarn u. einer Niederlage gegen Kazimierz Lipień;

- 1978, 11. Platz, WM in Mexiko-Stadt, GR,Fe, mit einem Sieg über Ken Yeats, Kanada u. Niederlagen gegen Thomas Passarelli u. Iwan Saikow;

- 1979, 4. Platz, Grosser Preis der BRD in Aschaffenburg, GR, Fe, hinter Ryszard Swierad, Polen, István Tóth u. Boris Kramarenko, vor Lars Malmkvist;

- 1979, 11. Platz, EM in Bukarest, GR, Fe, in seinen beiden Kämpfen gegen Ivan Frgić und Boris Kramarenko wurden jeweils beide Ringer wegen Passivität disqualifiziert (jeweils 4:4 Fehlpunkte);

- 1980, 1. Platz, Grosser Preis der BRD in Aschaffenburg, GR, Fe, vor István Tóth, Nelson Dawidjan, Jean-Pierre Mercader und Piotr Michalik, Polen;

- 1980, 3. Platz, EM in Prievidza, GR, Fe, mit Siegen über Thomas Passarelli, Istvan Sipeki, Ungarn, Panayot Kirow, Bulgarien, Michel Vejsada, CSSR u. Nelson Dawidjan u. einer Niederlage gegen Ryszard Swierad;

- 1980, 9. Platz, OS in Moskau, GR, Fe, nach Niederlagen gegen Lars Malmkvist u. Ivan Frgić;

- 1981, 1. Platz, Studenten-WM in Bukarest, GR, Fe, vor Gyuram Micharaschwili, UdSSR, Stefan Michailow, Bulgarien u. Frank Famiano, USA;

- 1981, 13. Platz, WM in Oslo, GR, Fe, nach Niederlagen gegen Jean-Pierre Mercader u. Abdurrahim Kuzu, USA